# 肖恩·埃尔德里奇
肖恩·埃尔德里奇（英語：Sean Eldridge，1986年7月31日—）是一位美国投资者和政治活动家。他是哈德遜河投资基金会（Hudson River Ventures）总裁及“结婚自由”组织高级顾问。他也是一个推动金融改革的集团“维护我们的民主”（Protect Our Democracy）的创始人。

## 早年生活与教育
埃尔德里奇成长于美国俄亥俄州托莱多市，高中毕业于渥太华希尔斯高级中学（Ottawa Hills High School）。高中毕业后他先后就读于深泉学院和布朗大学，2007年成为2008年大选参选者贝拉克·奥巴马竞选团队中的一员，在大学里组织成立了全国性学生组织支持奥巴马的竞选。大学毕业获得学士学位后进入哥伦比亚法学院继续深造，但在纽约州参议院于2009年12月投票否决了同性婚姻立法后退学，加入了一个名叫“结婚自由”（Freedom to Marry）的支持同性婚姻活动组织。

## 职业生涯
埃尔德里奇是哈德孙河投资基金会的总裁，该基金会是一个专注于哈德孙河谷的小型商业投资基金会。他也是“结婚自由”组织的高级顾问，该组织旨在实现美国全国的婚姻平等，尤其支持同性婚姻合法化。他于2010年加入该组织，起初担任公关部主任，后来在2011年争取纽约州同性婚姻立法期间担任政治部主任。他曾经在福克斯新闻频道和美国广播公司新闻夜线的节目上与同性恋者合法权利的反对者展开论战。《纽约观察家》周报把他列入纽约市“最有影响力的男同性恋者”前50位名单。2012年6月，他创办了“维护我们的民主”组织，旨在关注纽约州的金融改革。
埃尔德里奇和他的男友、Facebook共同创始人之一、后来成为他的丈夫的克里斯·休斯在全美为进步组织和候选人投资。2009年，他俩共同出席了奥巴马总统为欢迎印度总理曼莫汉·辛格到访而举办的总统任内首场国宴。他俩的净资产估计超过7亿美元。他们创立了特洛斯基金会（Telos Foundation）。在2011年3月，他俩的事迹成为《倡导者》（The Advocate）杂志的封面故事之一。 
埃尔德里奇还担任关注哈德孙河谷的最大环保组织“秀美哈德孙”（Scenic Hudson）以及“支持与保护同性恋者”（Gay & Lesbian Advocates & Defenders）组织的顾问。2012年他创立了“领导纽约州负责政府”（New York Leadership for Accountable Government）组织，这是一个由商业和公民领袖组成的旨在推动纽约州金融改革的集团。
据说在2011年埃尔德里奇曾打算与南·海沃思（Nan Hayworth）在纽约州众议员第19选区中展开竞赛。他将代表纽约州众议员第19选区参加2012年民主党全国代表大会。

## 私人生活
埃尔德里奇与休斯于2011年1月在纽约市举行的支持“结婚自由”组织招待会上宣布订婚，他俩于2012年6月30日正式结婚。 